# Bębło
Pour les articles homonymes, voir Beblo.
Bębło (prononciation : [ˈbɛmbwɔ]) est une localité polonaise de la gmina de Wielka Wieś, située dans le powiat de Cracovie en voïvodie de Petite-Pologne.